# Koło Czasu (cykl)
Koło Czasu (tytuł oryginału: The Wheel of Time) – cykl książek fantasy, autorstwa amerykańskiego pisarza Roberta Jordana.
Cykl liczy 14 części, plus jeden prequel. Docelowo miał on liczyć 12 tomów, jednak w trakcie pisania ostatniego Robert Jordan zmarł. Zadanie zakończenia cyklu powierzono Brandonowi Sandersonowi, który zdecydował, że aby zamknąć wszystkie wątki fabularne, będzie musiał napisać nie jedną, a trzy powieści (opierając się na notatkach pozostawionych przez Jordana przed śmiercią).

## Świat przedstawiony
Koło czasu opowiada o świecie, zwanym Światem Koła, w którym niegdyś wysoko rozwinięta technologia funkcjonowała obok magii, nazywanej Jedyną Mocą. Posługiwały się nią wówczas zarówno kobiety, jak i mężczyźni, nazywani Aes Sedai, czyli Słudzy Wszystkich. Każde władało inną połową Mocy – kobiety saidarem, mężczyźni saidinem. Tylko kobieta mogła czerpać z saidara, tylko mężczyzna posługiwał się saidinem – nie było innych możliwości. Chcąc obejść te ograniczenia, prowadzono ożywione badania energii, którą – być może – mogłyby posługiwać się obie płcie. Skończyło się tragicznie – w toku badań wybito otwór w osnowie rzeczywistości, przez który świata dotknął Czarny – antyteza Stwórcy, uwięziony przez niego w momencie stworzenia. Świat stopniowo ogarnęła dekadencja i zepsucie, po czym doszło do wyniszczającej Wojny o Moc. Czarnego pokonał ostatecznie Lews Therin Telamon, zwany Smokiem. Zwycięstwo było tylko częściowe – Czarny zdołał skazić saidina. Odtąd każdy mężczyzna, posługujący się Mocą, skazany był na obłęd, a w konsekwencji na śmierć (taki sam los spotkał samego Lewisa Therina, który w wyniku szaleństwa zabił wszystkich, z którymi był spokrewniony – stąd przydomek „Zabójca Rodu” – a chwilę później śmierć spotkała również jego). Oszaleli mężczyźni Aes Sedai zniszczyli świat – została przeobrażona linia brzegowa, powstały nowe łańcuchy górskie, zniszczeniu uległy państwa i narody.
Ponad trzy tysiące lat po tym tzw. Pęknięciu Świata – zniszczeniu dotychczasowego świata i powstaniu na jego miejsce następnego – rozpoczyna się pierwsza część Koła Czasu – Oko Świata. Odżywają proroctwa, mówiące, że pewnego dnia Czarny powróci i będzie chciał zniszczyć świat. Pieczęcie, nałożone w Shayol Ghul, by odciąć go od świata, słabną – kwestią czasu jest, kiedy Czarny (zwany również „Ba’alzamon” lub „Shai’tan”) wyswobodzi się z niego i zdoła ponownie skazić świat. Do walki z nim stanie Smok Odrodzony – wcielenie Lewsa Therina Telamona. Rozpoczyna się wyścig z czasem – młody Rand al’Thor musi nauczyć się władania Mocą i przyzwyczaić do myśli, że jest wcieleniem znienawidzonego człowieka. Proroctwa mówią bowiem, że Smok Odrodzony ponownie sprowadzi Pęknięcie Świata.

## Bohaterowie (wybrani)
- Rand al'Thor(inne języki) – młody pasterz z Pola Emonda, który okazuje się być przepowiedzianym Smokiem Odrodzonym.
- Matrim Cauthon – przyjaciel Randa, a później jeden z głównych sojuszników.
- Perrin Aybara – przyjaciel Randa, a później jeden z głównych sojuszników.
- Egwene al’Vere – pierwsza dziewczyna Randa, która chce zostać Aes Sedai i z czasem zyskuje pośród nich coraz większą władzę.
- Nynaeve al’Meara – uzdrowicielka, która ma nadzwyczajny talent do przenoszenia Jedynej Mocy, z początku nie zdając sobie z tego sprawy.
- Thom Merrilin – bard dysponujący rozległą wiedzą i wieloma umiejętnościami.
- Al’Lan Mandragoran – Strażnik Moiraine, mistrz miecza i następca tronu upadłego królestwa.
- Moiraine Damodred – Aes Sedai z Błękitnych Ajah, jedna z najbardziej utalentowanych w przenoszeniu Mocy kobiet i mądra doradczyni.
- Faile Bashere – szlachcianka z Saldei, która wiąże się z Perrinem.
- Elayne Trakand – księżniczka Andoru, później królowa, Aes Sedai i ukochana Randa.
- Min Farshaw – kobieta mająca wizje przyszłości, później jedna z partnerek Randa.
- Aviendha – Panna Włóczni Aielów, która zostaje Mądrą i wiąże się z Randem.
- Loial – Ogier, który mimo wielkiej siły fizycznej, woli czytać, niż walczyć.
- Cadsuane Melaidhrin – legendarna Aes Sedai z Zielonych Ajah, która stara się pomóc Randowi.
- Padan Fain – wędrowny handlarz, który zostaje opętany przez mroczne siły.
- Ishamael / Moridin – najpotężniejszy z Przeklętych i jeden z głównych antagonistów serii.

## Części sagi
- New Spring, 1998 – nowela zamieszczona w antologii Legendy, rozbudowana później do rozmiarów powieści, która ukazała się w 2004 r.; wyd. polskie Nowa wiosna(inne języki), 2006
- The Eye of the World, 1990; wyd. polskie Oko świata(inne języki), 1994, wyd. 2: 2000, wyd. 3: 2011
- The Great Hunt, 1990; pierwsze wyd. polskie w 2 tomach, t. 1: Wielkie polowanie, 1995, t. 2: Róg Valere, 1995; wyd. 2 w jednym tomie: Wielkie polowanie(inne języki), 2002, wyd. 3: 2012
- The Dragon Reborn, 1991; pierwsze wyd. polskie w 2 tomach, t. 1: Smok odrodzony, 1995, t. 2: Kamień Łzy, 1996; wyd. 2 w jednym tomie: Smok odrodzony(inne języki), 2003, wyd. 3: 2012
- The Shadow Rising, 1992; wyd. polskie w 2 tomach, t. 1: Wschodzący cień, 1996, t. 2: Ten który przychodzi ze świtem, 1997, wyd. 2: 2005, wyd. 3 w jednym tomie: Wschodzący cień(inne języki), 2011
- The Fires of Heaven, 1993; wyd. polskie w 2 tomach, t. 1: Ognie niebios, 1997, t. 2: Spustoszone ziemie, 1998, wyd. 2 w jednym tomie: Ognie niebios(inne języki), 2011
- Lord of Chaos, 1994; wyd. polskie w 2 tomach, t. 1: Triumf chaosu, 1998, t. 2: Czarna wieża, 1998, wyd. 2 w jednym tomie: Triumf chaosu(inne języki), 2013
- A Crown of Swords, 1996; wyd. polskie w 2 tomach, t. 1: Czara wiatrów, 1999, t. 2: Korona mieczy, 2000, wyd. 2 w jednym tomie: Korona mieczy(inne języki), 2013
- The Path of Daggers, 1998, wyd. polskie Ścieżka sztyletów(inne języki), 2001, wyd 2: 2012
- Winter’s Heart, 2000; wyd. polskie Dech zimy(inne języki), 2003, wyd. 2: 2013
- Crossroads of Twilight, 2003, wyd. polskie w 2 tomach, t. 1: Rozstaje zmierzchu, 2004, t. 2: Wichry cienia, 2004, wyd. 2 w jednym tomie: Rozstaje zmierzchu(inne języki), 2013
- Knife of Dreams, 2005; wyd. polskie w 2 tomach, t. 1: Gilotyna marzeń, 2006, t. 2: Książę kruków, 2007, wyd. 2 w jednym tomie: Gilotyna marzeń(inne języki), 2016
- The Gathering Storm (Robert Jordan i Brandon Sanderson), 2009; wyd. polskie Pomruki burzy(inne języki), 2011
- Towers of Midnight (Robert Jordan i Brandon Sanderson), 2010; wyd. polskie Bastiony mroku(inne języki), 2014
- A Memory of Light (Robert Jordan i Brandon Sanderson), 2013[1]; wyd. polskie Pamięć Światłości(inne języki), 2016

Oprócz tego ukazało się opowiadanie The Strike at Shayol Ghul oraz Przewodnik po sadze Roberta Jordana (The World of Robert Jordan’s the Wheel of Time, 1997, wyd. polskie 2003), napisany wraz z Teresą Patterson.
Polskie edycje sagi wydaje oficyna Zysk i S-ka. Od 2011 wydawnictwo Zysk publikowało Koło Czasu w większym formacie, z oryginalnymi okładkami i również bez rozbijania na części. W 2019 rozpoczęło wydawanie serii w twardych okładkach.

## Adaptacje
Powstał szereg gier opartych na serii, m.in. MUD z 1993 i komputerowa gra akcji The Wheel of Time z 1999 roku.
W 2018 Amazon zamówił serial telewizyjny Koło czasu z Rosamund Pike w roli Moiraine. Jego premiera miała miejsce 19 listopada 2021.

## Inspiracja w sztuce
Pod wpływem inspiracji Kołem Czasu powstały dwa utwory niemieckiego zespołu powermetalowego Blind Guardian – Wheel of Time i Ride Into Obsession. Oba umieszczone są w albumie At the Edge of Time.